# 69496 Zaoryuzan
69496 Zaoryuzan este un asteroid din centura principală de asteroizi.

## Descriere
69496 Zaoryuzan este un asteroid din centura principală de asteroizi. A fost descoperit pe 13 ianuarie 1997 la Nanyo de Tomimaru Okuni. Asteroidul prezintă o orbită caracterizată de o semiaxă mare de 2,42 ua, o excentricitate de 0,15 și o înclinație de 1,0° în raport cu ecliptica.